# Salares
Salares es un municipio español de la comarca de la Axarquía, en la  provincia de Málaga, Andalucía. Situado en la ruta mudéjar y forma parte del parque natural Sierras de Tejeda, Almijara y Alhama.

## Situación y límites
Latitud: 36°51′ Longitud: -4°1′, a 63 km de Málaga y 34 km de Vélez-Málaga
Limita: al N y O con el municipio de Sedella, al E con Canillas de Albaida, al S con Arenas.

## Geografía humana

### Demografía
Cuenta con una población de 198 habitantes (INE 2024).
| Gráfica de evolución demográfica de Salares entre 1842 y 2021                                                         |
| |
| Población de derecho según los censos de población del INE. Población de hecho según los censos de población del INE. |

### Economía

#### Evolución de la deuda viva
El concepto de deuda viva contempla sólo las deudas con cajas y bancos relativas a créditos financieros, valores de renta fija y préstamos o créditos transferidos a terceros, excluyéndose, por tanto, la deuda comercial.
| Gráfica de evolución de la deuda viva del ayuntamiento entre 2008 y 2014                             |
| |
| Deuda viva del ayuntamiento en miles de Euros según datos del Ministerio de Hacienda y Ad. Públicas. |

## Política y Administración

### Resultado de las elecciones municipales de 2023
| Candidatura     | Candidatura                              | Votos | %                               | Escaños                         |
| --------------- | ---------------------------------------- | ----- | ------------------------------- | ------------------------------- |
|                 | Partido Socialista Obrero Español (PSOE) | 83    | 74,11                           | 4                               |
|                 | Partido Popular (PP)                     | 28    | 25,00                           | 1                               |
| Votos en blanco | Votos en blanco                          | 1     | 0,89                            | n/a                             |
| Votos válidos   | Votos válidos                            | 112   | 100                             | 5                               |
| Votos nulos     | Votos nulos                              | 3     | Participación: \| \| 77,18 % \| | Participación: \| \| 77,18 % \| |
| Votantes        | Votantes                                 | 115   | Participación: \| \| 77,18 % \| | Participación: \| \| 77,18 % \| |
| Electores       | Electores                                | 149   | Participación: \| \| 77,18 % \| | Participación: \| \| 77,18 % \| |
|                 | 77,18 %                                  |       |                                 |                                 |

## Monumentos

### Iglesia de Santa Ana
La Iglesia parroquial de Santa Ana es el edificio más importante del pueblo. Su construcción data del siglo XVI. Es una obra de estilo mudéjar de una sola nave con crucero. La nave principal se cubre con armadura de tirantes con lazos. Su exterior es muy simple, con acceso del lado del Evangelio por arco de medio punto. El alminar fue declarado Monumento Nacional el 16 de noviembre de 1979, y declarada como una de las piezas más bellas del arte almohade en nuestra península.
Cabe destacar el alminar de la mezquita al que se le añade un cuerpo de campanas y se recicla para uso cristiano. Levantado en fábrica de ladrillo rojo entre los siglos XIII y XIV, con dos cuerpos, cuatro vanos rehundidos con magníficos paños de sebka.
Al restaurar la iglesia parroquial en 1991, aparecieron restos de la pintura original, bajo gruesas capas de cal, obra del siglo XVI.

### Puente medieval y otros restos arqueológicos
El puente sobre el río Salares se encuentra en la vertiente oriental de la loma sobre la que se asienta la villa. Probablemente de origen medieval, ha sido objeto de reconstrucciones posteriores, una de ellas datada en 1863 en cuya fecha puso haber sido atenuada la pendiente alomada primitiva (Carlos Gozalbez Cravioto: Los puentes medievales de La Axarquía malagueña. Publicado en las Actas del IV congreso Internacional de Caminería Hispánica. T.I. Guadalajara 2001. págs. 399-412). Es de un solo ojo o vano, apoyando sus machos sobre la roca de las vertientes. En su estructura actual, el arco y la bóveda son de ladrillo. Otros restos arqueológicos son los restos de la fortaleza en la propia villa y los restos de la mezquita, junto a la iglesia.

### Casa Torreón
A escasos metros de la iglesia de Santa Ana puede verse la Casa Torreón, una joya de la arquitectura popular andalusí, que se conserva en perfecto estado.

## Fiestas
- Las fiestas son 26 de julio y el 17 de enero en honor a sus patrones, Santa Ana y San Antón y el primer domingo de mayo se celebra la romería de la Virgen de Fátima.
- As-Sharq
- Festival árabe Andalusí: se celebra los días 20,21 y 22 de septiembre y consiste en un evento con formato ferial que se organiza actualmente teniendo como marco de referencia la cultura andalusí, y en suma es una muestra de artesanía y agricultura ecológica, en la que se enmarcan además otras manifestaciones culturales como gastronomía, música, poesía, pintura, historia, y otros menesteres ligados a los recursos naturales, así como los modos de vida tradicionales en estos paisajes durante siglos anteriores, en los que sin duda la dependencia y convivencia entre Hombre y Naturaleza fuera mucho más estrecha.